# 세제곱수
세제곱수 또는 입방수(立方數, Cubic number)란 어떤 수를 3번 거듭 곱해서 나오는 수이다. 지수로 나타내면 {\displaystyle n}의 세제곱수는 {\displaystyle n^{3}}이다. 모든 자연수는 아홉 개 이하의 세제곱수의 합으로 나타낼 수 있다는 추측이 있고, 이는 웨어링의 문제의 일부이다.

세제곱수의 그래프

## 세제곱수의 수열
세제곱수의 수열은 다음과 같다.(OEIS의 수열 A000578)
1, 8, 27, 64, 125, 216, 343, 512, 729, 1000, 1331, 1728, 2197, 2744, 3375, 4096, 4913, 5832, 6859, 8000, 9261, 10648, 12167, 13824, 15625, ...
특히 64, 729, 4096, 15625 등은 '제곱수'인 동시에 '세제곱수'이다.

## 같이 보기
- 네제곱수
- 사면체수
- 중심있는 입방수